# Юбилейный (платформа)
Юбиле́йный (бел. Юбiлейны) — остановочный пункт электропоездов (а также грузопассажирских поездов по маршруту Осиповичи — Гродзянка) в Осиповичах, Могилёвская область, Беларусь.
Расположен в 106 километрах от Минска (станции Минск-Пассажирский) между остановочным пунктом Советский и станцией Осиповичи I (юго-восточное направление железнодорожной линии).
Примерное время в пути со всеми остановками от ст. Минск-Пассажирский — 1 ч. 59 мин.; от ст. Осиповичи I — 4 мин.